# أوسكار أرانغو
أوسكار أرانغو (بالإسبانية: Oscar Arango)‏ هو مبارز بالسيف كولومبي، ولد في 30 أغسطس 1965.

## وصلات خارجية
- أوسكار أرانغو على موقع أوليمبيديا (الإنجليزية)